# Royal Horticultural Society

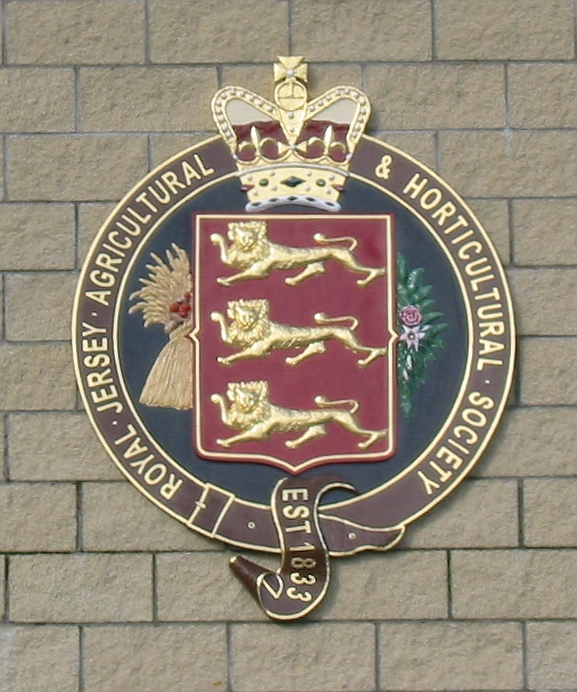
Stemma della Royal Jersey Agricultural & Horticultural Society.

La Royal Horticultural Society è un'istituzione di orticultura fondata nel Regno Unito nel 1804 come Horticultural Society of London e ribattezzata con il nome attuale nel 1864 in seguito ad un Royal Charter. Attualmente è una delle più famose organizzazioni mondiali dedite all'orticultura e la più importante organizzazione senza scopo di lucro legata al mondo del giardinaggio della Gran Bretagna.
La società gestisce quattro giardini aperti al pubblico in diverse zone dell'Inghilterra e organizza alcune tra le più longeve e famose esposizioni floreali del mondo, prima tra tutte la Chelsea Flower Show, che nel 2013 ha festeggiato il suo centenario.

## Storia

### La fondazione
La creazione di una società nazionale che si occupasse dello sviluppo dell'orticultura venne suggerita da John Wedgwood, figlio di Josiah Wedgwood a partire dal 1800. Gli obiettivi erano inizialmente modesti: tenere riunioni regolari, incoraggiare la produzione, presentazione e pubblicazione di studi sulla materia. La società avrebbe inoltre premiato i migliori risultati nel campo del giardinaggio.
A quattro anni dalla proposta iniziale ebbe luogo la prima riunione della società, il 7 marzo 1804 nella libreria Hatchards di Piccadilly, a Londra. I sette uomini presenti erano Wedgewood, William Townsend Aiton, botanico e Sovrintendente dei Kew Gardens, Joseph Banks, Presidente della Royal Society, James Dickson, botanico e collezionista di piante, William Forsyth, Sovrintendente dei giardini di St James's Palace e Kensington Palace, Charles Francis Greville, politico e antiquario e Richard Anthony Salisbury, botanico e futuro segretario della società.

### I giardini
La Royal Horticultural Society ha quattro giardini in Inghilterra: Wisley, nei pressi dell'omonimo villaggio in Surrey, Rosemoor in Devon, Hyde Hall in Essex e Harlow Carr in North Yorkshire.
Il primo giardino della società venne aperto nel quartiere londinese di Kensington tra il 1818 e il 1822. Nel 1821 la società affittò parte della tenuta del Duca di Devonshire a Chiswick per aprirvi un giardino sperimentale; nel 1823 assunse Joseph Paxton. Dal 1823 la società organizzò feste e ricevimenti nel giardino di Chiswick e dal 1833 esposizioni di fiori e verdure. Nel 1861 la RHS aprì un nuovo giardino a South Kensington su terreni affittati dalla Reale commissione per l'Esposizione del 1851, che venne chiuso nel 1882. Attualmente al suo posto si trovano lo Science Museum, l'Imperial College e il Royal College of Music. Il giardino di Chiswick rimase aperto fino al 1903-1904 e in quello stesso periodo Sir Thomas Hanbury acquistò il giardino a Wisley per donarlo alla società.
Wisley è quindi attualmente il giardino che la società possiede da più tempo. A questo si aggiunse Rosemoor, donato da Lady Anne Berry nel 1988. Hyde Hall venne ceduto alla RHS dai proprietari nel 1993, mentre l'ultima aggiunta è Harlow Carr, acquisito con l'assorbimento della Northern Horticultural Society nella RHS nel 2001 e aperto dal 1949.

## Esposizioni
La società è nota per le sue esposizioni annuali che si svolgono in varie parti del Regno Unito. La più famosa è l'RHS Chelsea Flower Show, che si svolge sui terreni del Royal Hospital Chelsea. A questo si aggiungono l'Hampton Court Palace Flower Show, gestito dalla società dal 1993 e il Tatton Park Flower Show in Cheshire, a partire dal 1999. L'esposizione più recente è l'RHS Flower Show Cardiff, che si svolge nel castello di Cardiff dal 2005. La società partecipa anche all'organizzazione delle esposizioni di primavera e autunno a Malvern, in Worcestershire e al programma della BBC Gardeners' World Live che si tiene annualmente a Birmingham.

## Biblioteche
La società ha un importante patrimonio librario e archivistico, gestito e conservato dalla Lindley Library, biblioteca dedicata a John Lindley, i cui libri formarono il primo nucleo della collezione. La sede principale si trova a Londra in Vincent Square, dove è conservata anche una importante collezione di acquarelli, stampe (più di 30.000) e disegni. Ogni giardino ha una sua biblioteca aperta ai visitatori.

## Medaglie e premi

### Persone
La società onora certe persone con la Victoria Medal of Honour (Medaglia d'onore Vittoria) che sono ritenute dal suo Consiglio meritevoli di uno speciale riconoscimento nel campo dell'orticoltura. Altre medaglie emesse dalla società includono le medaglie banksiana, knightiana e Lindley, che prendono il nome dai primi funzionari della società. Essa assegna inoltre medaglie d'oro, d'argento dorato, d'argento e di bronzo agli espositori nelle sue mostre floreali.
La Veitch Memorial Medal (Medaglia commemorativa Veitch), che prende nome da James Veitch, è assegnata annualmente alle persone di qualsiasi nazionalità che hanno dato un eccezionale contributo all'avanzamento e al miglioramento della scienza e della pratica dell'orticoltura.
Altri premi concessi dalla società includono l'Associate of Honour (Associato d'onore) e la Honorary Fellowship (Adesione onoraria).

### Piante
L'Award of Garden Merit (Premio al merito del giardinaggio), o AGM, è il principale premio dato alle piante da giardino dalla Società dopo un periodo di valutazione da parte dei competenti comitati della Società. I premi sono dati annualmente dopo i concorsi delle piante.
Libri più vecchi contengono riferimenti ai seguenti premi, che erano basati principalmente sulla qualità dei fiori (ma che non sono menzionati negli attuali (2014) siti e rapporti della RHS):
PC: Preliminary Certificate (Certificato preliminare)
HC: Highly Commended (Altamente lodato)
AM: Award of Merit (Premio al merito, diverso dall'AGM)
FCC: First Class Certificate (Certificato di prima classe, un tempo un premio molto prestigioso)

## Galleria d'immagini

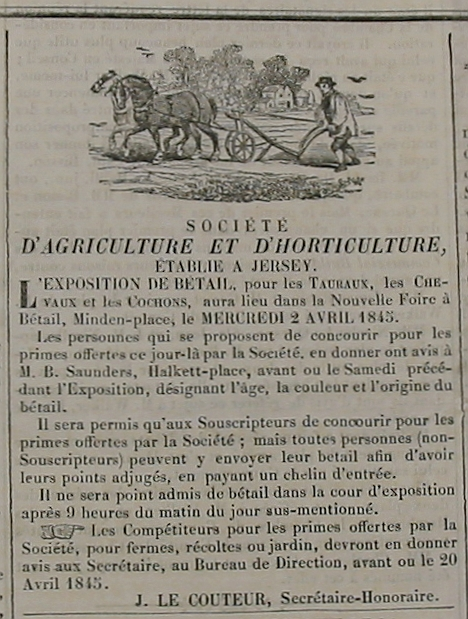
Documento francese che ricordava che il 2 aprile 1845 si sarebbe tenuta l'esposizione del bestiame.
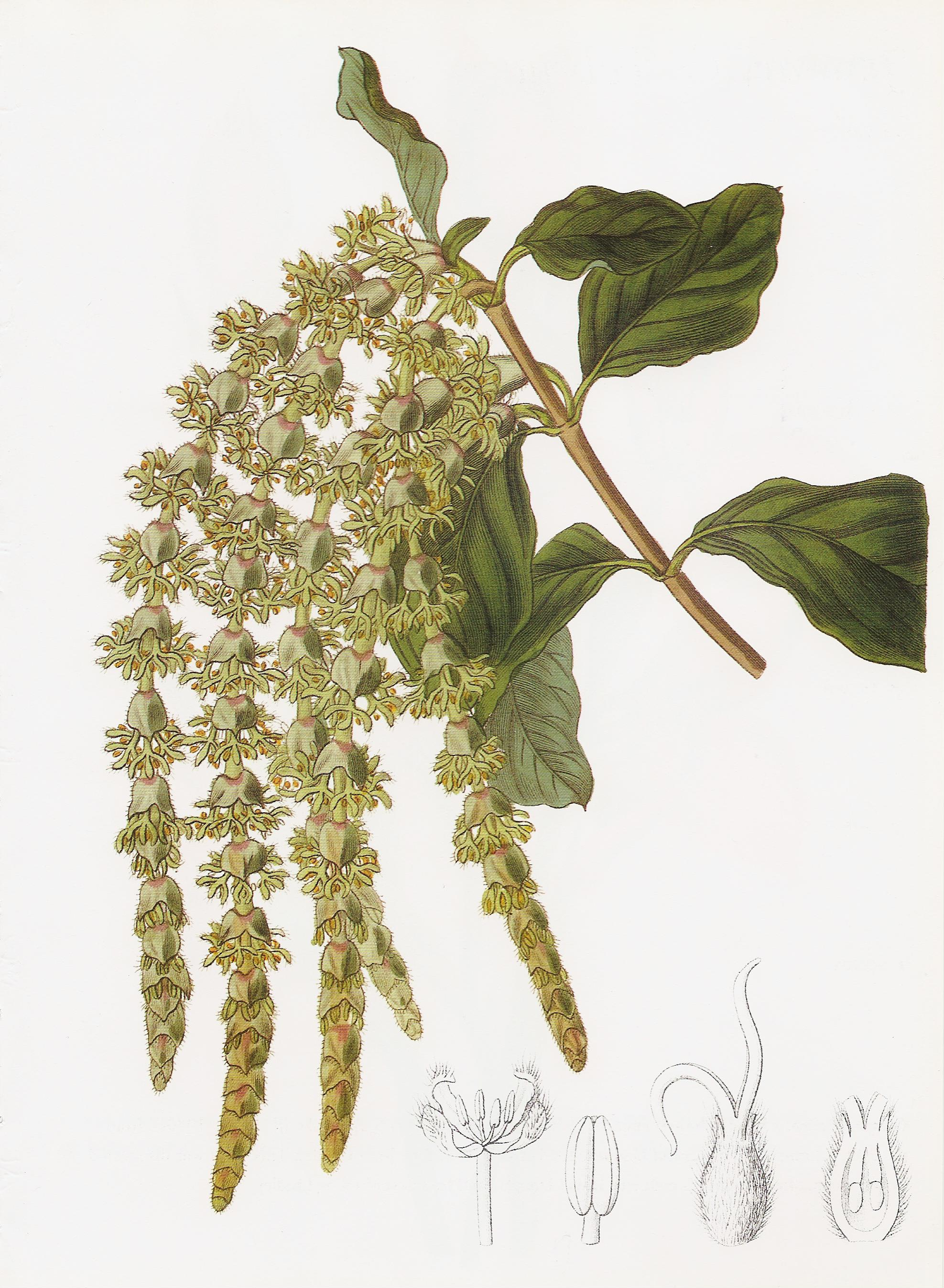
Inizialmente le piante studiate e classificate venivano disegnate da importanti pittori come questa miniatura di una Garrya elliptica.
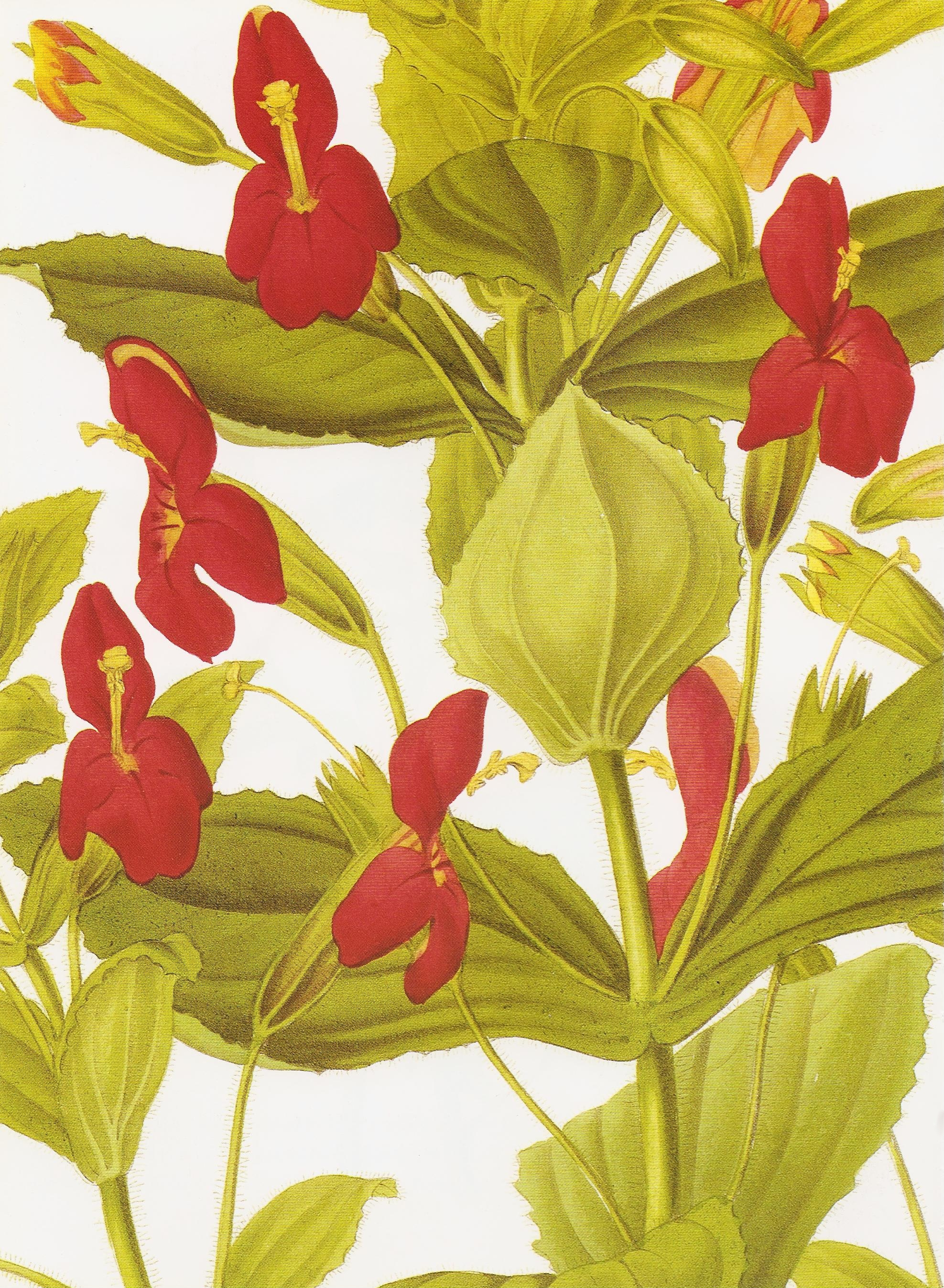
Dipinto su tela di una Mimulus cardinalis.